# Oxie golfklubb
Oxie GK är en golfklubb vars bana ligger öster om Malmö i Skåne. Banan är en 12-håls Pay and play-bana byggd runt en kulle och erbjuder ett lätt ondulerat slättlandskap. Banan invigdes 5 september 2009 och utmärker sig genom att ha greener med konstgräs. Klubben tillämpar dagsgreenfee och uppmuntrar spontangolf för alla.

## Banan

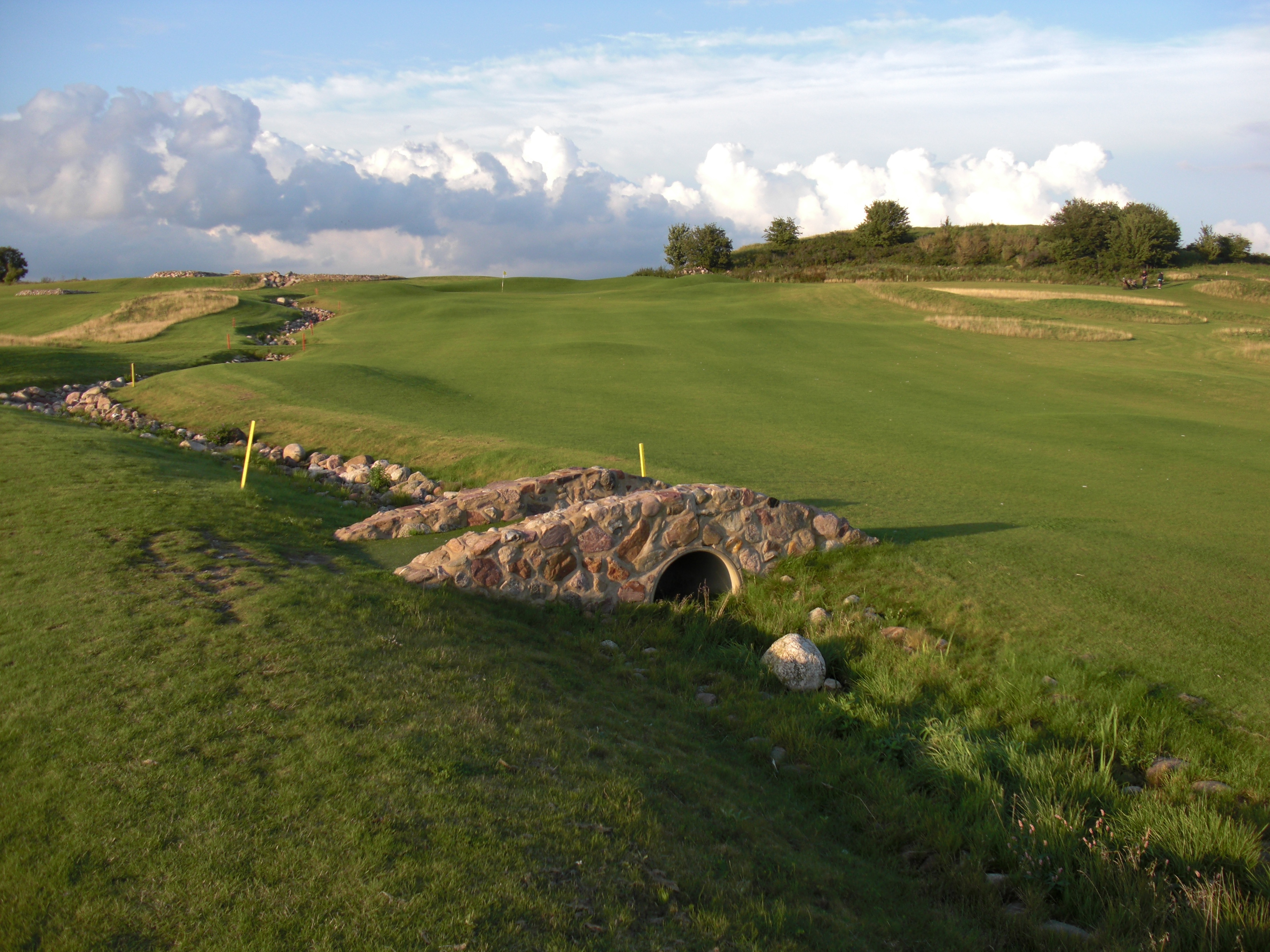
Vy över banan på Oxie GK

Banan är byggd på en grundvattentäckt runt en kulle utanför Oxie. Banan är designad så att den är enkel för nybörjare och spelare som inte slår så långt, medan bättre spelare som slår längre slag får det svårare. Detta har uppnåtts genom att golfbanan är öppen i mitten, vilket gör att man enklare kan rulla in bollen, samtidigt som flera hinder är placerade för att speciellt försvåra för spelare som slår långt. Hålen är generellt något kortare än på genomsnittsbanan. 
|              | Damer Gul | Damer Röd | Herrar Gul | Herrar Röd |
| ------------ | --------- | --------- | ---------- | ---------- |
| Scratchvärde | 0,6       | -3,5      | -3,4       | -5,7       |
| Bogeyvärde   | 21,7      | 34,5      | 16,2       | 13,1       |
| CR           | 68,6      | 64,7      | 64,6       | 62,5       |
| Slope        | 119       | 112       | 111        | 106        |

| Hål # | Hcp | Par | Meter Gul | Meter Röd |
| ----- | --- | --- | --------- | --------- |
| 1     | 10  | 4   | 257       | 226       |
| 2     | 12  | 5   | 252       | 215       |
| 3     | 4   | 4   | 126       | 115       |
| 4     | 2   | 3   | 301       | 241       |
| 5     | 8   | 4   | 120       | 114       |
| 6     | 6   | 3   | 333       | 285       |

| Hål # | Hcp | Par | Meter Röd | Meter Gul |
| ----- | --- | --- | --------- | --------- |
| 7     | 5   | 4   | 314       | 275       |
| 8     | 11  | 4   | 92        | 85        |
| 9     | 3   | 3   | 307       | 272       |
| 10    | 1   | 4   | 330       | 270       |
| 11    | 9   | 4   | 340       | 295       |
| 12    | 7   | 3   | 589       | 368       |

| Hål # | Hcp | Par | Meter Gul | Meter Röd |
| ----- | --- | --- | --------- | --------- |
| 1     | 10  | 4   | 257       | 226       |
| 2     | 12  | 5   | 252       | 215       |
| 3     | 4   | 4   | 126       | 115       |
| 4     | 2   | 3   | 301       | 241       |
| 5     | 8   | 4   | 120       | 114       |
| 6     | 6   | 3   | 333       | 285       |

| Hål # | Hcp | Par | Meter Röd | Meter Gul |
| ----- | --- | --- | --------- | --------- |
| 7     | 5   | 4   | 314       | 275       |
| 8     | 11  | 4   | 92        | 85        |
| 9     | 3   | 3   | 307       | 272       |
| 10    | 1   | 4   | 330       | 270       |
| 11    | 9   | 4   | 340       | 295       |
| 12    | 7   | 3   | 589       | 368       |

## Konstgräset

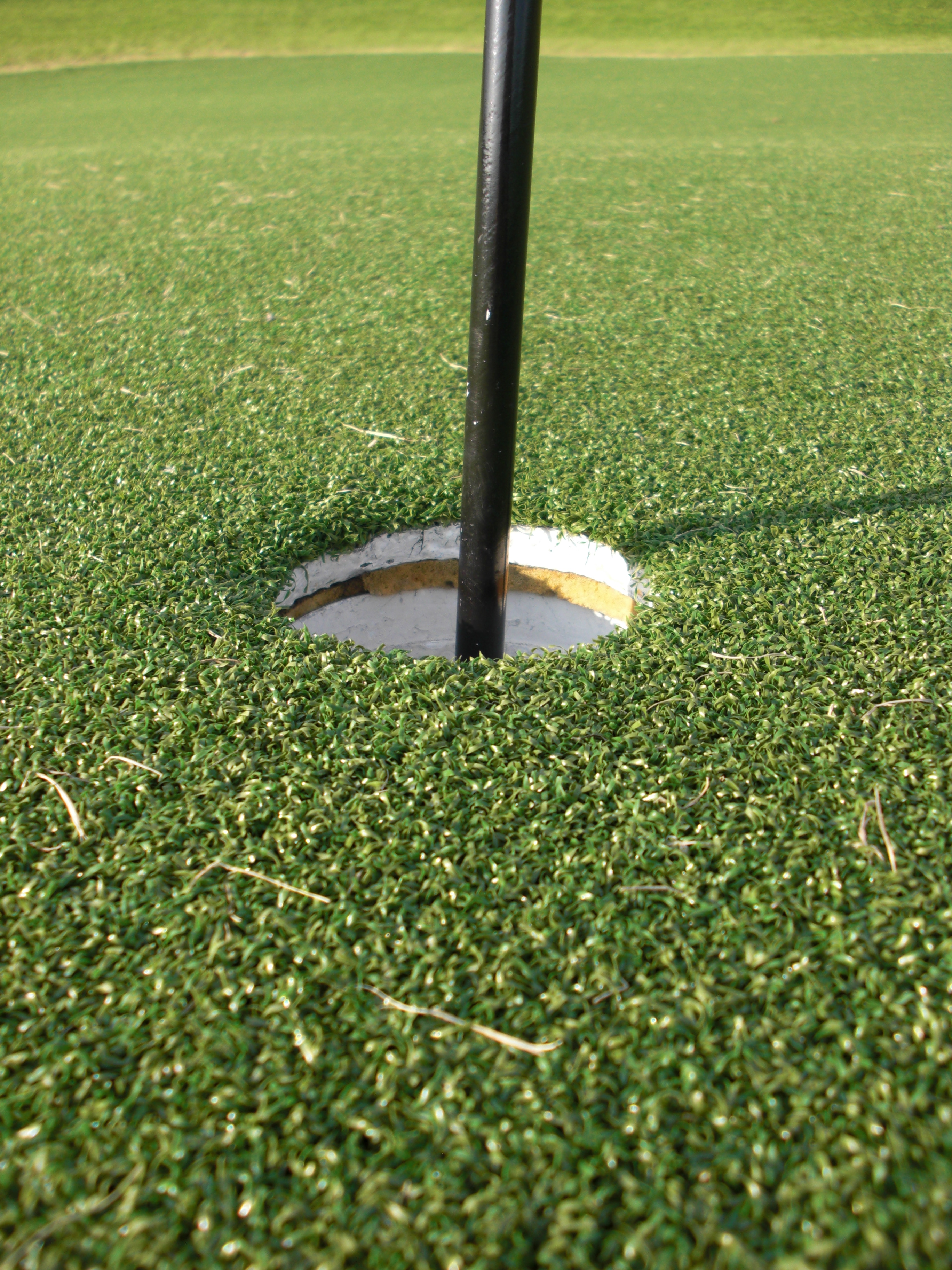
Närbild på green med konstgräs

Oxie GK är en föregångare i Sverige vad gäller att anlägga golfbanor med både tees och greener av konstgräs. Konstgräset innebär att greenerna håller hög standard även vintertid, samtidigt som underhållskostnaderna kan hållas nere. Stimpen på greenerna ligger på 9-9,5 under hela året. På varje green ligger mellan 6 och 8 ton sand och en dämpningsmatta för att begränsa golfbollarnas studs när de landar.